# Luca Penni
Luca Penni (* um 1500 in Florenz; † nach dem 21. September 1556 in Paris) war ein italienischer Maler und Zeichner. Er wurde auch als Romanus bezeichnet.

## Leben
Penni war ein Bruder des Giovanni Francesco Penni und war ein Schüler Raffaels. In Genua und Lucca arbeitete er mit Perino del Vaga zusammen. Später zog er nach Frankreich, offenbar im Zusammenhang mit einer Einladung des Königs Franz I., an der Ausstattung des Schloss Fontainebleau mitzuarbeiten. Dort war er zusammen mit Rosso Fiorentino und Francesco Primaticcio tätig; neben Malereien schuf er auch Muster für Tapisserien. Seine Zeichnungen zur geretteten Diana wurden als Vorlage für einen Wandschmuck genutzt, der für Heinrich II., den Nachfolger von Franz I., produziert wurde. Pennis Name wird von 1537 bis 1550 in königlichen Rechnungen genannt.
1547 starb Franz I. Penni wechselte wohl wenig später seinen Wohnsitz. Ab 1550 lebte er in Paris. Ab 1553 konzentrierte er sich auf das Zeichnen von Vorlagen für Kupferstecher wie Étienne Delaune. Dabei nutzte er häufig die Werke Raffaels als Vorbilder und setzte Texte klassischer Schriftsteller wie Homer, Vergil und vor allem Ovid in die bildende Kunst um.
Der Italiener Penni wurde, basierend auf dem Manierismus in der Kunst seiner Heimat, zum Vorreiter des französischen Klassizismus.
Am 21. September 1556 verfasste er sein Testament und starb wenig später. Nach Pennis Zeichnungen wurden zahlreiche Stiche geschaffen, unter anderem gehörte Ludwig XIV. zu den Käufern und Sammlern seiner Werke.

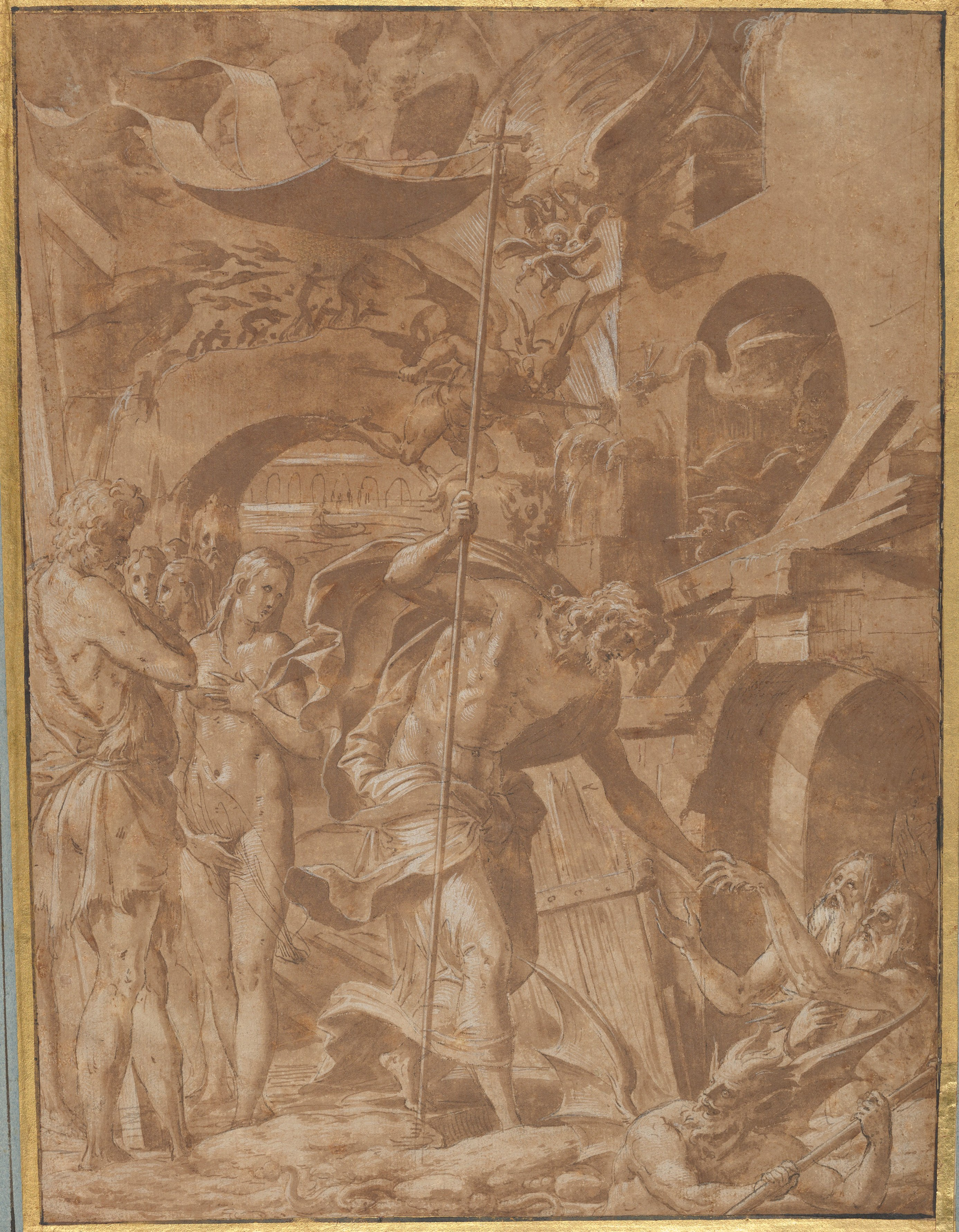
Christus im Limbus

## Werk
Von Oktober 2012 bis Januar 2013 war eine Ausstellung von Werken Pennis im Louvre zu sehen. In dieser Ausstellung wurde auch ein damals gerade erst vom Louvre erworbenes Ölgemälde Pennis präsentiert, das Augustus und die Sibylle von Tibur zeigt: Augustus befragt die Seherin auf dem Gipfel des Kapitols, ob je ein wichtigerer Mensch als er selbst geboren werden wird. Daraufhin weist Sibylle auf eine himmlische Erscheinung der Jungfrau mit dem Kind hin. Das Bild ist nicht signiert, auf Pennis Urheberschaft wurde aus dem Vergleich mit anderen Werken geschlossen.
Eine Grablegung Christi von Pennis Hand aus der Zeit um 1550 befindet sich im J. Paul Getty Museum. Sie ist mit Kohle und brauner Tinte gezeichnet und mit weißer Gouache gehöht. Die 43 mal 60 cm große Zeichnung zeigt Joseph von Arimathia, der, umgeben von zahlreichen klagenden Figuren, den Leichnam Christi in sein in Felsen gehauenes Grab legt. Penni orientierte sich bei seiner Darstellung genau am entsprechenden Bibeltext des Matthäus.
In ähnlicher Technik geschaffen, aber etwas kleinformatiger und wahrscheinlich einige Jahre älter ist eine Zeichnung Pennis, die sich seit 2014 unter dem Titel Christ in Limbo im Besitz des Metropolitan Museum of Art befindet. Sie wurde um 1547 offenkundig als Vorlage für einen Stich geschaffen, den Léon Davent produzieren sollte. Sie weist Einflüsse des entsprechenden Blattes der Kleinen Passionsgeschichte Dürers auf, die um 1509 in Holz geschnitten wurde. Die verloren geglaubte und wiederentdeckte Zeichnung gehörte einst zur Sammlung Everhard Jabachs, der insgesamt zwölf Zeichnungen Luca Pennis sein Eigen nannte.
Zwei ähnlich gestaltete Zeichnungen Luca Pennis und ein Kampf vor Troja, der von Penni inspiriert sein soll, befinden sich im Art Institute of Chicago.